# Habropogon exquisitus
Habropogon exquisitus là một loài ruồi trong họ Asilidae. Habropogon exquisitus được Wiedemann miêu tả năm 1820.